# Дрес (Тренто)
Дрес је насеље у Италији у округу Тренто, региону Трентино-Јужни Тирол.
Према процени из 2011. у насељу је живело 237 становника. Насеље се налази на надморској висини од 652 м.